# Авиационный корпус морской авиации (Дания)
Авиационный корпус датской морской авиации (дат. Marinens Flyvevæsen) — военно-морская авиационная компонента предшествующим ВВС Дании. Корпус был официально учрежден 15 сентября 1923 года. Как и армейский авиационный корпус он неофициально существовал и в предыдущие годы, эксплуатируя различные мелкие летающие лодки, производимые по лицензии королевской военно-морской верфью (дат. Orlogsvaerftet).
Летом 1919 года морской авиационный корпус инициировал создание экспериментальной воздушной почтовой линии между Копенгагеном и da:Stege с 5-ю немецкими летающими лодками Friedrichshafen FF.49. Они были постепенно заменены построенными по лицензии Hansa-Brandenburg W.29. А ко времени создания Marinens Flyvevæsen в 1923 году была создана летная школа, имеющая 6 учебных Avro 504K. Три года спустя, с принятием на вооружение самолетов сухопутного базирования, корпус был реорганизован в 2 флотилии: одна вооружена поплавковыми самолетами с базированием на Копенгаген; другая — сухопутными самолетами в Рингстеде. К 9 апреля 1940 года корпус имел:

## 1. Luftflotille
Основана в 1926 году и имела на вооружении последний оставшийся Friedrichshafen FF.49 и 6 из 16 построенных Hansa-Brandenburg W.29. Заданием части было патрулирование балтийских проливов. Последний из уцелевших Friedrichshafen FF.49 был списан в том же году. Аварийность Hansa-Brandenburg W.29 была довольно высокой, так что на вооружении части в любой момент было не более 9-и самолетов. Они в свою очередь были заменены 6-ю гидросамолетами Heinkel HE 8, закупленными в Германии. Позднее их дополнили 13 самолетов построенные по лицензии Orlogsvaerftel в период 1929—1931 годов. Из первых 19 Heinkel HE 8 во флотилии одновременно использовалось от 6 до 9 самолетов, в связи с неизбежными выводами из-за технического обслуживания, ремонта и износа. Последние три экземпляра были закончены постройкой в 1938 году. К этому моменту заданием флотилии было географическое обследование и картографирование Гренландии. Большинство Heinkel HE 8 и Доронье Валь 33 (закупленный в 1938 году у Люфтганзы) использовались у ледяного острова и были окрашены в ярко-красный цвет для облегчения поиска севших на вынужденную посадку экипажей. Таким образом оставшиеся 13 Heinkel HE 8 1-й флотилии не играли существенной роли в обороне Дании при немецком вторжении в 1940 году.

## 2. Luftflotille
Сформирована в 1926 году с прибытием 3 истребителей Danecock (модифицированных Hawker Woodcock Mk.II), приобретенных в Великобритании. В течение последующих 2-х лет их дополнили ещё 12 самолетами, построенными по лицензии Orlogsvaerftel. Приоритетным заданием военно-морской эскадрильи истребителей была противовоздушная защита главной-военно-морской базы страны. В 1933 году наступательная мощь флотилии была усилена за счет закупки 2 торпедоносцев Hawker Horsley, переименованных на датской службе в Hawker Dantorp. Хотя и была получена лицензия на производство этих довольно пухлых бипланов, замена быстро стареющих истребительных сил оказалась более критична. Таким образом, после покупки пары Hawker Nimrod Mk. II, была приобретена лицензия на производство ещё 10 самолетов, которыми постепенно заменяли Danecock’и, завершив процесс к концу 1936 года. К 9 апреля 1940 года в составе 2-й флотилии было от силы едва 12 истребителей Hawker Nimrod и 2 торпедоносца Hawker Dantorp.